# Empis moncayoensis
Empis moncayoensis är en tvåvingeart som beskrevs av Christophe Daugeron 2000. Empis moncayoensis ingår i släktet Empis och familjen dansflugor.
Artens utbredningsområde är Spanien. Inga underarter finns listade i Catalogue of Life.